# Île Desroches
Pour les articles homonymes, voir Desroches.
L’île Desroches est une île du groupe des îles Amirante aux Seychelles. L'île, privée, accueille  une structure hôtelière de luxe.

## Géographie
Située à 230 kilomètres au sud-ouest de Mahé, l'île qui mesure 5 km de long et 1,5 km de large, est la plus grande des îles Amirante. 
Un phare toujours en activité est situé à l'extrémité nord de l'île, et une piste d'atterrissage (en) a été aménagée dans la partie la plus large.

## Histoire
L'île a été visitée par une expédition royale française (1770-1771) composée de Joseph-Marie Collas, comte du Roslan commandant du brick Heure du berger et de Claude-Joseph Guignard de la Biolière  commandant du brick Étoile du matin. À la suite de cette expédition, l'île est nommée en l'honneur du chevalier Desroches, gouverneur général des Mascareignes,.

## Faune
L'île est le seul site connu pour héberger une espèce de blatte endémique (Delosia ornata) de la famille des Ectobiinae. L’espèce figure sur la liste rouge des espèces menacées de l’UICN, catégorisée comme En danger critique d'extinction (CR). L'espèce survit actuellement dans des parcelles boisées dont la surface est estimée à moins de 100 m2.